# Louis de Clermont d'Amboise

Arma della famiglia d'Amboise

Louis de Clermont d'Amboise, Signore di Bussy, anche chiamato Bussy d'Amboise (1549 – 19 agosto 1579), era un gentiluomo della corte di Enrico III di Francia.

## Biografia
Figlio di una famiglia nobile, entrò in servizio del principe Francesco Ercole, Duca d'Alençon, il fratello più giovane del re Enrico III. Bussy divenne noto a corte per essere il favorito del duca e più tardi divenne anche amante della regina di Navarra Margherita di Valois, che scambiava messaggi con lui attraverso fidate dame di compagnia come Melchiore di Thorigny.
Frequentemente duellò con i mignons del sovrano che metteva in ridicolo continuamente e aiutò il suo padrone, Francesco Ercole, a fuggire dalla corte di re Enrico, dove era tenuto prigioniero.
Partecipò attivamente durante il massacro di San Bartolomeo (1572), quando assassinò, fra gli altri, Antoine de Clermont. Nel 1579, tentando di sedurre la contessa de Montsoreau, fu intrappolato e massacrato dal marito di quest'ultima e da una decina di sicari.
Diverrà famoso nell'Ottocento, grazie al romanzo di Alexandre Dumas: La dama di Monsoreau.

### Fonti primarie
- Margherita di Valois, Memorie della regina Margherita di Valois, moglie d'Henrico IV il grande, Venezia, Giuseppe Sarzina, 1641. URL consultato il 3 febbraio 2019.

### Fonti secondarie
- (FR) Jean-Pierre Babelon, Henri IV, Fayard, 2017, Paris, ISBN 978-2-213-64402-8. (ed. or. 1982)
- Brantôme, Le dame galanti, Milano, gli Adelphi, 1994, ISBN 88-459-1061-X.
- (FR) Simone Bertière, Les reines de France au temps des Valois. Les années sanglantes, 1996, Paris, ISBN 978-2-253-13874-7.
- (FR) Jacqueline Boucher, Deux épouses et reines à la fin du XVIe siècle: Louise de Lorraine et Marguerite de France, 1998, Saint-Étienne, Presses universitaires de Saint-Étienne, ISBN 978-2-86272-080-7.
- André Castelot, Regina Margot: una vicenda umana tra fasto, amore, crudeltà, guerre di religione e esilio, Milano, Fabbri Editore, 2000.
- (FR) Pierre Chevallier, Henri III: roi shakespearien, Paris, Fayard, 1985, ISBN 978-2-213-01583-5.
- Ivan Cloulas, Caterina de' Medici, Firenze, Sansoni editore, 1980.
- Benedetta Craveri, Amanti e regine. Il potere delle donne, Milano, Adelphi, 2008, ISBN 978-88-459-2302-9.
- (FR) Janine Garrisson, Marguerite de Valois, Paris, Fayard, 1994, ISBN 978-2-213-59193-3.
- (FR) Janine Garrisson, Les derniers Valois, Paris, Fayard, 2001, ISBN 978-2-213-60839-6.
- Charlotte Haldane, Regina di Cuori: Margherita di Valois, Verona, Gherardo Casini editore, 1975.
- (EN) Mack P. Holt, The duke of Anjou and the politique struggle during the wars of religion, Cambridge, Cambridge University Press, 2002, ISBN 0-521-89278-3.
- (FR) Arlette Jouanna, Le Devoir de révolte. La noblesse française et la gestation de l'État moderne, 1559-1661, Paris, Fayard, 1989, ISBN 2-213-02275-5.
- (FR) Arlette Jouanna, Jacqueline Boucher, Dominique Biloghi, Guy Le Thiech, Histoire et dictionnaire des guerres de religion, Turin, Robert Laffont, 1998, ISBN 2-221-07425-4.
- (EN) Robert J. Knecht, Catherine de' Medici, London and New York, Longman, 1998, ISBN 0-582-08241-2.
- (FR) Nicolas Le Roux, Le faveur du Roi: Mignons et courtisans au temps des derniers Valois (vers 1574 - vers 1589), Seyssel, Epoques Champ Vallond, 2000, ISBN 978-2-87673-311-4.
- Jean Orieux, Caterina de' Medici. Un'italiana sul trono di Francia, Milano, Arnoldo Mondadori Editore, 1988, ISBN isbn=88-04-30464-2.
- (EN) Vincent J. Pitts, Henri IV of France. His reign and age, Baltimora, The Johns Hopkins University Press, 2012, ISBN 978-1-4214-0578-0.
- Éliane Viennot, Margherita di Valois. La vera storia della regina Margot, Milano, Mondadori, 1994, ISBN 88-04-37694-5.